# Zincat
El zincat és el recobriment d'una peça de metall amb una capa de zinc per protegir-la de l'oxidació i de la corrosió, millorant a més el seu aspecte visual. El principi de funcionament es basa que els àtoms de zinc reaccionen amb les molècules de l'aire (especialment oxigen), oxidant-se més ràpid (per estar en la superfície) que el metall component de la peça, retardant la corrosió interna.
El zincat pot obtenir-se per processos electrolítics o mecànics. Les parts metàl·liques se submergeixen en un bany de zinc líquid a temperatura de fusió de 900 a 950 graus Celsius, aconseguint un galvanització. El zinc també pot absorbir-se si s'aplica com a pols i es col·loca en un forn adequat (sheradització), o es polvoritza a pressió (metal·lització). També existeix el zincat àcid i l'alcalí. La diferència entre tots dos és que en l'alcalí s'utilitzen compostos amb cianur. A causa de la toxicitat d'aquest grup químic s'ha incrementat la utilització de la variant àcida, malgrat requerir major control de la composició i la puresa.
Segons sigui la grandària de les peces s'empren diversos mètodes de zincat. Les peces petites es tracten a orri en tambors rotatius, mentre que per les de major grandària s'utilitza el zincat en bastidor, per disminuir el fregament en la superfície del material. En aquest cas, la peça es neteja i es penja en un bastidor concorde a la seva forma. Després del bany electrolític s'aconsegueix un gruix de recobriment mitjà de 6-12 micres. Per a una major protecció anticorrosiva del material, s'aplica un passivat cromatitzat que li dona a més l'aspecte final de la peça, podent ser blanc, groc o verd depenent de la protecció i matís que es desitgi obtenir.